# ラジエル

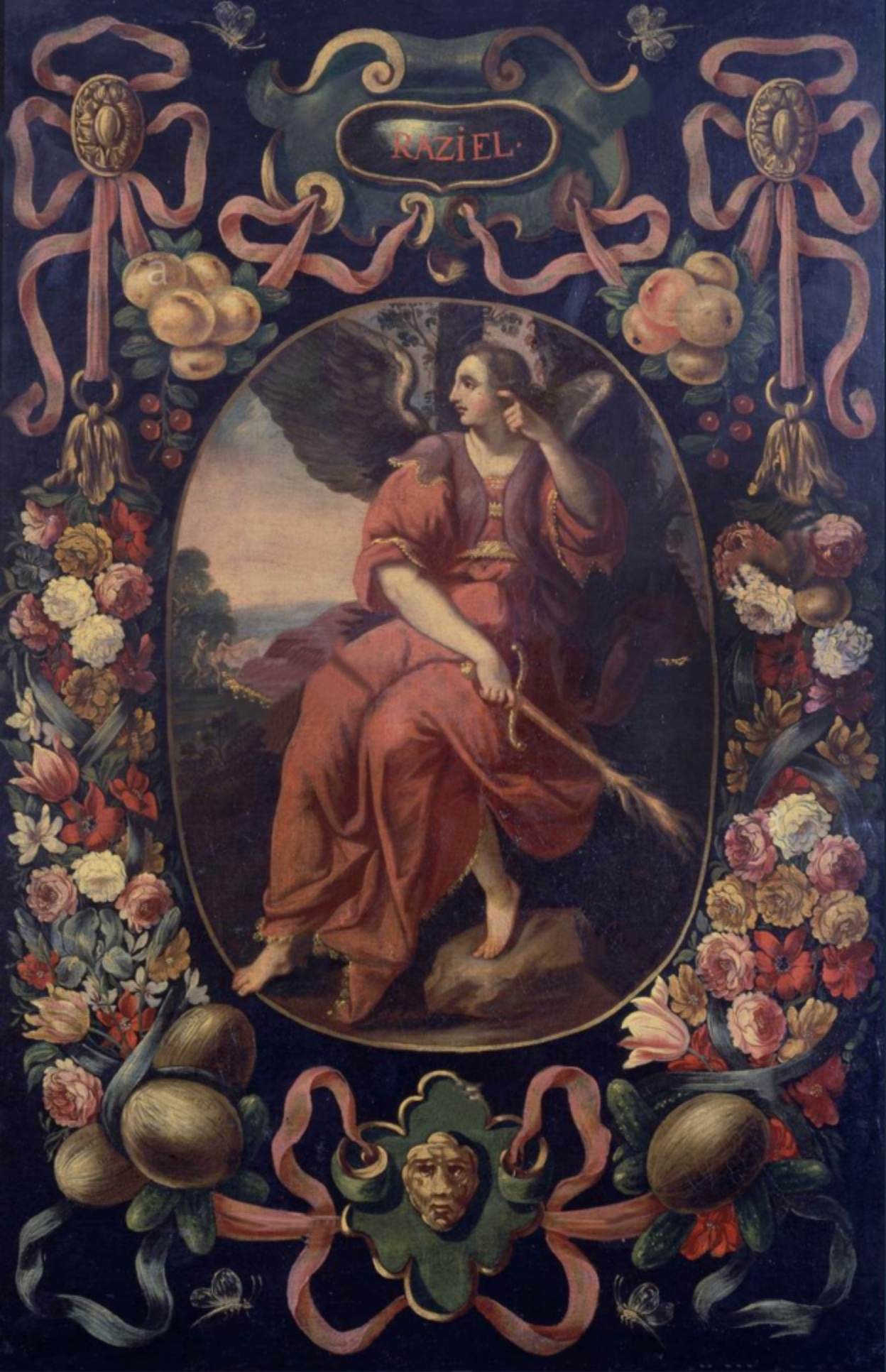
大天使ラジエル、17世紀。

ラジエル（Rasiel）はエノク書に記される天使の一人。その名は「神の神秘」を意味し、ラツィエル（Ratziel）、ガリズル（Gallizul）、サラクエル（Saraquel）などの異名を持つ。
座天使の長で、「秘密の領域と至高の神秘の天使」の称号を持つ。七大天使の一人とも呼ばれる。
ラジエルは神の玉座を取り囲むカーテンの中に立ち、全てを見聞きする。ゆえに他の天使達の知らない地上と天界の全ての秘密を知り尽くしており、その宇宙の神秘についての知識を一冊にまとめた書物、「ラジエルの書」を常に携えていたという。
その本は「セファー・ラジエール（Sefer Rasiel）」と呼ばれている。
ラジエルの書は、始めは楽園を追放されたアダムに与えられた。が、それに嫉妬した天使達が、ラジエルの書を奪い取って海に捨ててしまった。神の命を受けたラハブ(en) (רַהַב)によって回収され、アダムの手に戻ったという。他にも、エノク、ノア、ソロモン王がラジエルの書を読んだとされる。
ラジエルはラグエルと同一視される事がある。
生命の樹の第二のセフィラ（対応天球は天王星）を守るとされる。